# معجون الفول المخمر

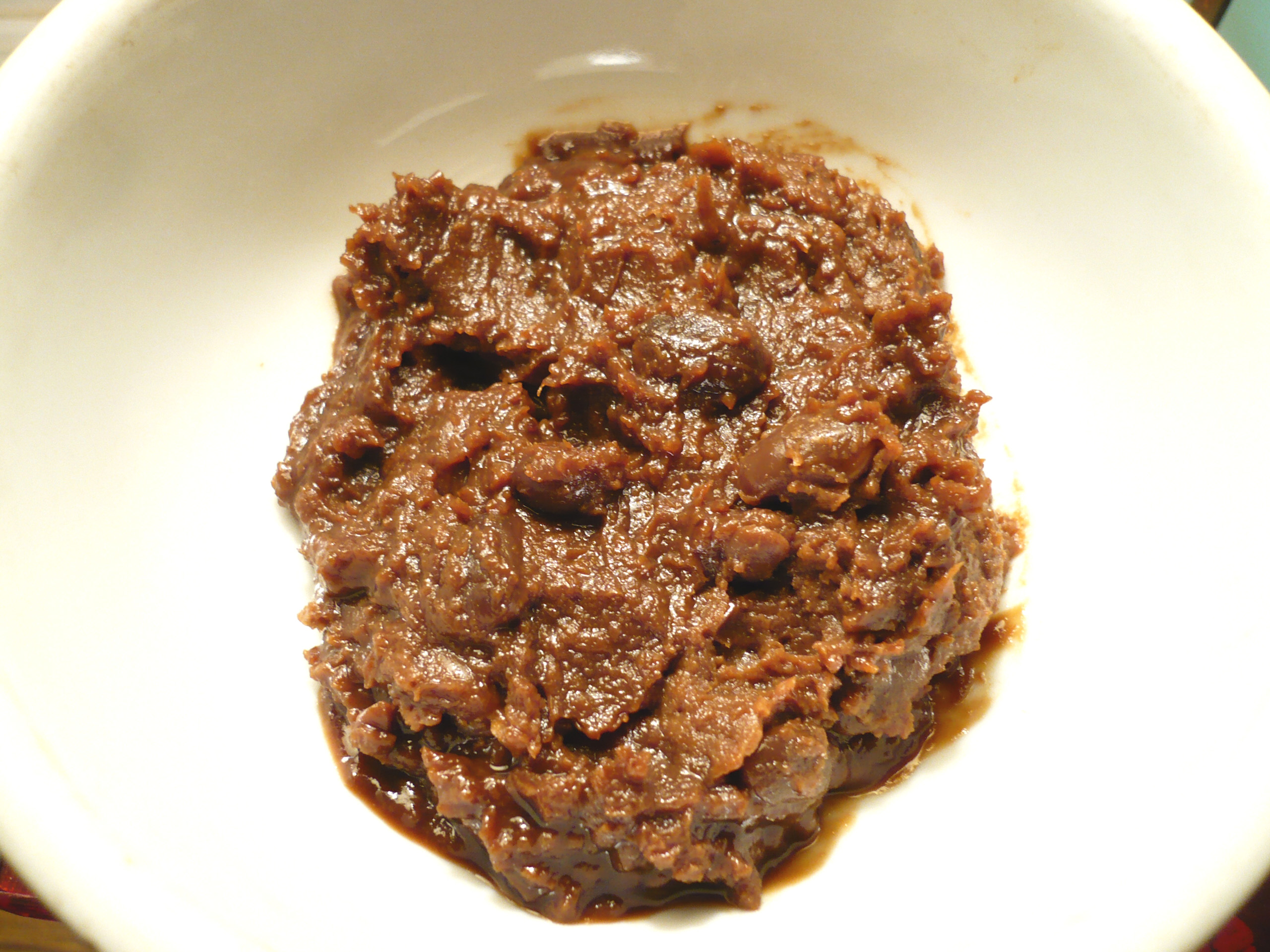

معجون الفول المخمر هو صنف من الأغذية المخمرة المصنوعة من فول الصويا النيء، والتي تُعد من المكونات الرئيسية لمطبخ شرق وجنوب شرق آسيا. وفي بعض الحالات، كحالة إنتاج الميسو، يمكن استخدام أنواع أخرى من الفول.
عادةً ما يكون المعجون مالحًا أو لاذعًا، ولكن يمكن أيضًا أن يكون حارًا، ويُستخدم كبهارات لإضفاء الطعم على الأغذية، كالأطعمة المقلية والأطباق المكونة من اللحم والخضروات وأطباق الحساء. تتراوح ألوان المعجون فيما بين الاسمرار الخفيف إلى البني المحمر والبني الأسود. تعود الاختلافات في الألوان إلى اختلاف طرق التصنيع، كظروف التخمير، إضافة دقيق القمح، مسحوق خبر المنتو، والأرز أو السكر، وتواجد ميكروبيومات مختلفة، كالبكتريا والفطريات المستخدمة في صناعتها، وكذلك ما إذا كان فول الصويا محمس أو قديم قبل أن يصبح نيئًا.
عادةً ما يُتخذ معجون الفول المخمر كالأداة الافتتاحية في إنتاج صلصة الصويا، كالتماري، أو كمنتج إضافي ناتج عن نفس الكمية التي تعرضت للتخمير.
ونظرًا لمحتوى البروتين في الفول، تطلق عملية التخمير كمية كبيرة الحمض الأميني الحر، والذي يمكن مزجه مع الكميات الكبيرة المستخدمة من الملح في التصنيع، لصنع منتج شديد اللذاع. وهذا هو الوضع مع الميسو، والذي يمكن استخدامه كالمكون الرئيسي في بعض الأطباق، كحساء الميسو.

## الأنواع
هناك أنواع مختلفة من معجون الفول المخمر (والتي ترتكز جميعها على الصويا وحبوب القمح)، من ضمنها:
| المطبخ          | الغذاء                            |
| --------------- | --------------------------------- |
| كوريا           | Cheonggukjang                     |
| الصين           | Dajiang                           |
| كوريا           | Doenjang                          |
| الصين           | Doubanjiang                       |
| الصين           | Douchi                            |
| كوريا           | Gochujang                         |
| الصين           | Huangjiang (yellow soybean paste) |
| مانيبور، الهند  | Hawaizaar                         |
| نيبال           | Kinema                            |
| اليابان         | Miso                              |
| ميانمار (بورما) | Pon ye gyi                        |
| إندونيسيا       | Tauco                             |
| ماليزيا         | Tauchu                            |
| الصين (الجنوب)  | Tauchu                            |
| فيتنام          | Tương                             |